# Enneapogon truncatus
Enneapogon truncatus là một loài thực vật có hoa trong họ Hòa thảo. Loài này được Kakudidi mô tả khoa học đầu tiên năm 1989.